# Schänis
Schänis ist eine politische Gemeinde im Kanton St. Gallen. Sie liegt im Wahlkreis See-Gaster in der Linthebene auf der rechten Seite des Linthkanals, westlich des Walensees in der Landschaft Gaster. Die Geschichte des Dorfes wurde bis 1811 durch das adlige Damenstift Schänis geprägt.

## Geschichte

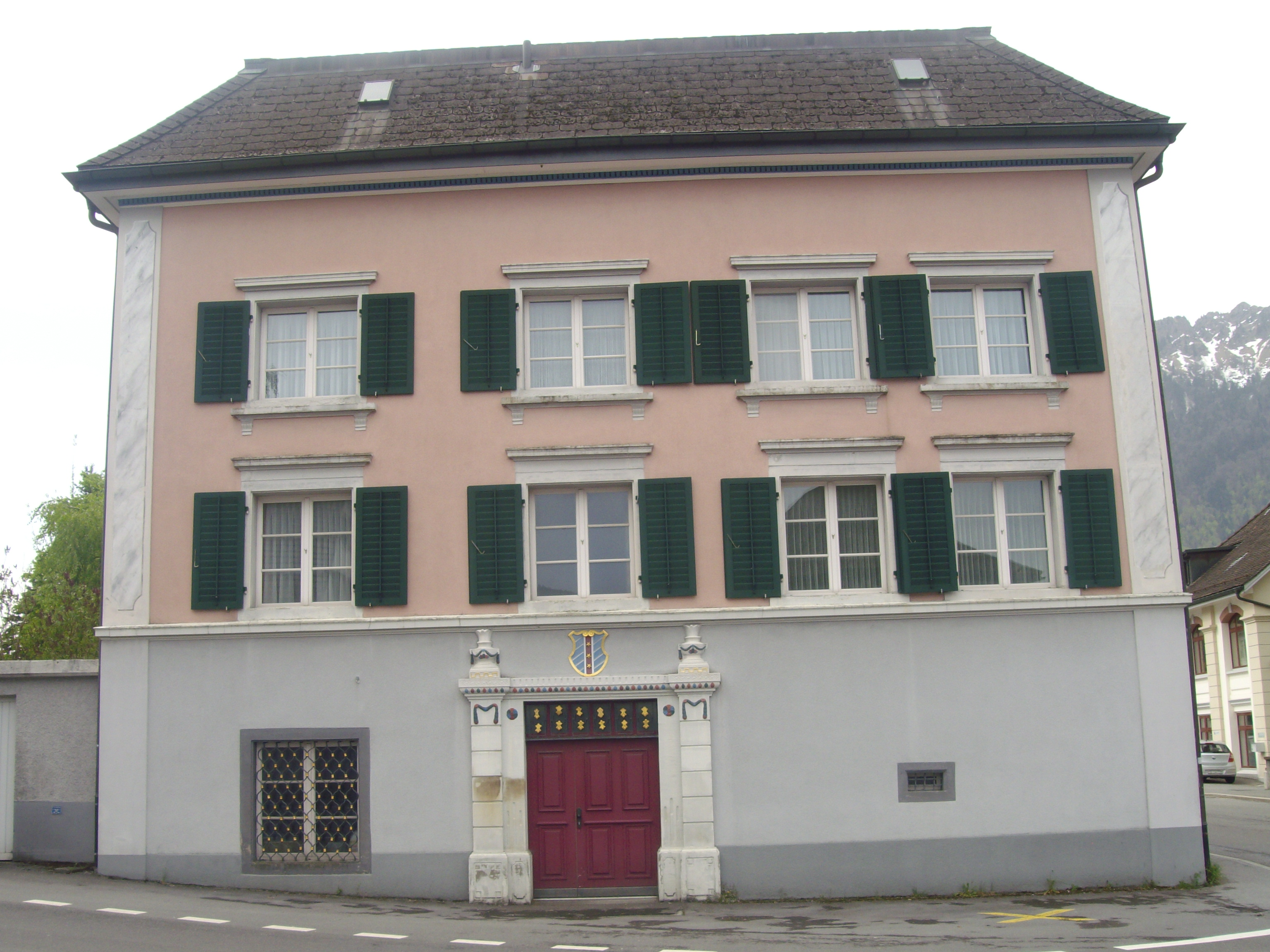
Altes Rathaus

Scamnum ist lateinisch für Sandbank. Wahrscheinlich war eine Sandbank im Tuggenersee für Schänis namensgebend. In alten Dokumenten ist der Ort als Skennines, Scandensis und Scennies aufgeführt. Die Geschichte des Dorfes ist eng mit derjenigen des adligen Damenstifts verbunden. 1438 ging die Hohe Gerichtsbarkeit über Schänis mit dem Stift in die Hände von Schwyz und Glarus über. Das Dorf bildete eine der sechs Tagwen in der Vogtei Gaster und bildete dessen Hauptort, da hier die Landsgemeinden stattfanden und sich das Amtshaus befand. Am 29. April 1610 wurde das Dorf mit Kirche und Stift durch ein verheerendes Feuer zerstört. 1798 gingen die Herrschaftsrechte des Stifts an die Gemeinde über. Die Stiftskirche ging an die Kirchgemeinde Schänis. Während der Helvetik wurde die heutige Gemeinde Schänis innerhalb des Kantons Linth geschaffen, indem die Ortsgemeinden Schänis, Rütiberg, Dorf, Rufi und Maseltrangen zusammengefasst wurden. Das ehemalige Amtshaus und Rathaus von Schänis ging wie die Stiftsgebäude an die Familie Gmür. Während der Zweiten Schlacht um Zürich kam es 1799 bei Schänis zu Kämpfen zwischen französischen und österreichischen Truppen, bei denen der kaiserlich-königliche Feldmarschallleutnant Friedrich von Hotze den Tod fand. Seit 1831 war Schänis Hauptort des Bezirkes Gaster im Kanton St. Gallen.
Am 2. Mai 1847 verhalfen Oberst Dominik Gmür und Bezirksgerichtsschreiber Johannes Zweifel an der Bezirkslandsgemeinde der liberalen Partei zur Mehrheit, wodurch im Grossen Rat des Kantons St. Gallen eine liberale Mehrheit resultierte und der Kanton zum «Schicksalskanton» beim Ausbruch des Sonderbundskrieges wurde. 1859 wurde die Bahnlinie zwischen Ziegelbrücke und Uznach eröffnet.

## Wappen
Seit 1946 besteht das Gemeindewappen aus einer Kombination des Wappens der Kyburger und des Damenstifts Schänis. Geteilt, im obern silbernen Feld ein roter schreitender Löwe, begleitet von einem goldenen Kreuz im rechten Obereck, im unteren roten Feld eine goldene Krone mit Blattzinken. Gemäss einer alten Fahne von 1786 aus dem Besitz der Familie Gmür (heute im Historischen Museum St. Gallen) zeigte das Wappen früher in Blau über einem grünen Dreiberg zwei liegende, einander tangential abgekehrte Halbmonde von Gold, überhöht von einem goldenen Tatzenkreuz.

## Geographie

Luftbild von Werner Friedli von 1947

Zur politischen Gemeinde Schänis gehören die Weiler Dorf, Rufi, Maseltrangen, Rüttiberg und Ziegelbrücke. Mit Ausnahme von Ziegelbrücke werden die Hauptsiedlung und die Weiler von je einer Ortsgemeinde verwaltet, nicht zu verwechseln mit den noch bis 2011 existierenden eigenständigen als Ortsgemeinden bezeichneten politischen Gemeinden des Kantons Glarus.
Die höchste Erhebung der Gemeinde Schänis ist der Speer mit einer Höhe von 1950 m. ü. M. Ebenfalls auf dem Gebiet von Schänis liegt der Federispitz, dessen westliche Flanke als Schänner Berg bezeichnet wird. Eine weitere markante Erhebung ist der Biberlichopf an der Grenze zu Weesen, auf dem die Ruine eines römischen Wachturms und ein Fernsehturm stehen.  Der Benkner Büchel trennt Schänis von der Nachbargemeinde Benken.

## Bevölkerung
| Jahr      | 1850 | 1900 | 1950 | 1980 | 2000 | 2010  | 2019  |
| Einwohner | 1917 | 1876 | 2223 | 2426 | 3573 | 3530  | 3876  |
| Quelle    |      |      |      |      |      | [ 6 ] | [ 6 ] |

## Wirtschaft

Bahnhof Schänis (1965)

Bedeutende Arbeitgeber sind unter anderem die Bico AG (früher Matratzenfabrik Birchler & Co.), die Systemtechnik Schänis GmbH und der Spar Schänis (im Einkaufszentrum Schänis).

### Verkehr
Der Bahnhof Schänis befindet sich nahe dem Dorfkern und liegt an der Bahnstrecke Rapperswil–Ziegelbrücke der Schweizerischen Bundesbahnen (SBB CFF FFS). Er wird durch die Linien S4 (Ringlinie, St. Gallen–Uznach–Sargans) und S6 (Rapperswil–Schwanden/Linthal) der S-Bahn St. Gallen halbstündlich bedient. Beide S-Bahnlinien werden durch die Südostbahn (SOB) betrieben. Zusätzlich bietet Postauto mit der Buslinie 635 Verbindungen von Schänis nach Ziegelbrücke und, via Dorf bei Schänis, Rufi und Kaltbrunn, nach Benken an.
Der Bahnhof Ziegelbrücke liegt auf dem Gemeindegebiet von Schänis. Dort kreuzen sich die Eisenbahnlinien Rapperswil–Ziegelbrücke, Ziegelbrücke–Sargans, und die Linksufrige Zürichseebahn. Der Bahnhof umfasst mehr als zehn Gleise, wovon sechs über drei Mittelperrons dem Personenverkehr dienen. Neben den Zügen der S-Bahn St. Gallen (S4, S6) verkehren auch Züge der S-Bahn Zürich (S2, S25) und der March Shuttle (S27) von und nach Ziegelbrücke. InterRegio-Züge zwischen Zürich und Chur (IR35) halten ebenfalls. Daneben werden auch Busverbindungen durch Postauto, GlarnerBus und AWA angeboten. InterCity-Züge und Internationale Schnellzüge (ÖBB Railjet Zürich HB–Wien Hbf und DB ICE Hamburg-Altona–Chur) halten nicht mehr in Ziegelbrücke.
Etwas abseits des Dorfes Schänis liegt der kleine Segelflugplatz Schänis.

## Sehenswürdigkeiten

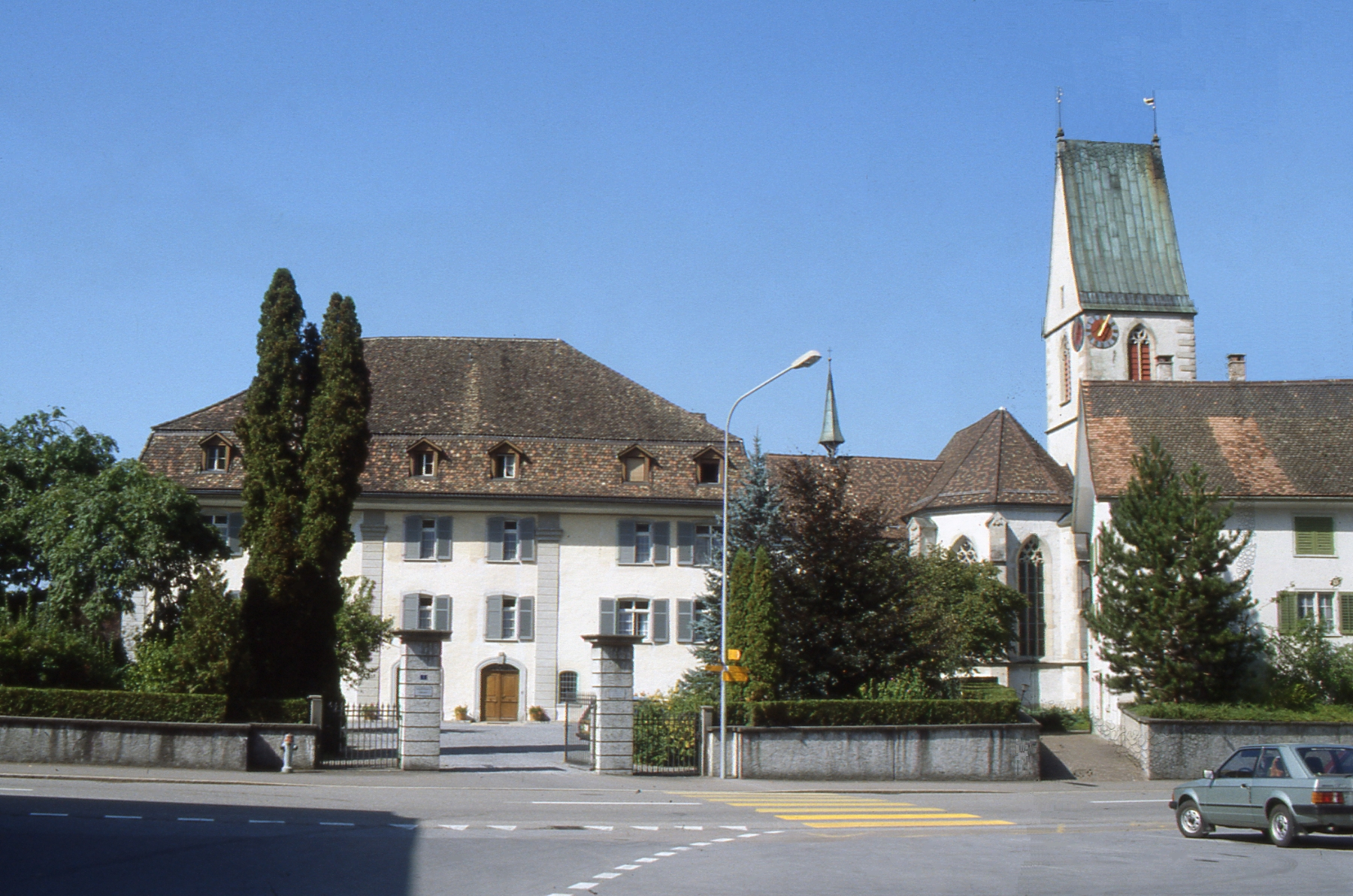
Ehemaliges Damenstift und Kirche Schänis

Auf dem Gemeindegebiet gibt es einige denkmalgeschützte Bauwerke.
- Die ehemalige Stiftskirche des Klosters Schänis. Heute die Pfarrkirche St. Bastian. (Nationales Baudenkmal)
- Das ehemalige Konventgebäude des Klosters Schänis.
- Der Gallusturm aus dem 12. Jahrhundert, der Rest der im 19. Jahrhundert ausgebrannten Pfarrkirche. (Nationales Baudenkmal)
- Die Stifts- und Pfarrkirche St. Sebastian[7].
- Die Überreste des römischen Wachturms auf dem Biberlichopf. (Nationales Baudenkmal)
- Die Burgruine Niederwindegg
- Das ehemalige Rathaus von Schänis.
- Das Selinerhaus mit seiner Platzfront und dem Louis-XVI-Portal.
- Das Steinerhaus mit seinem südlichen Dachgiebel mit den geschnitzten Köpfen.
- Das neoklassizistische Schulhaus von 1878.